# SOU・SOU
SOU・SOU（そうそう）は、京都の和装製造販売のデザインユニット。地下足袋や作務衣などを得意とする。他、帽子、鞄など斬新な和のアイテムを創造している。
関西テレビ京都チャンネル&KBS京都の『京都!ちゃちゃちゃっ』で紹介。桑原征平（フリーアナウンサー、元KTVアナウンサー）が気に入ったらしく毎回着る様になった。
近年、Le coq sportif（ルコック・スポルティフ）やBELLEMAISON（千趣会）とのコラボレート、宮藤官九郎脚本の映画『舞妓Haaaan!!!』、シンガーソングライタータテタカコなどの衣装協力により年齢性別問わず幅広い層に人気を広げている。

## 会社概要
- 運営会社
  - 店舗事業『若林株式会社』
  - ネットショップ事業『株式会社ＳＯＵ・ＳＯＵ　ｎｅｔｓｈｏｐ』
- 代表者 若林 剛之
- 京都府京都市中京区新京極通四条上ル二筋目東入ル二軒目P-91ビル3F
- 設立年月 平成12年8月

## 事業内容
- 『新しい日本文化の創造』をコンセプトに、伝統的な素材や技法を積極的に用いながらも、現代のライフスタイルに寄り添うものづくりを展開。国産地下足袋、和服、家具、雑貨の製造、販売などを行う。
- 設立時のコンセプトは『日本の伝統の軸線上にあるモダンデザイン』だったが、商品展開の方向性が徐々に変化したことにより、若干の修正がなされた。

## 店舗概要
2021年現在、京都の新京極商店街の側、裏寺に11店舗・東京都港区に1店舗・サンフランシスコにFC店1店舗の合計13店舗を展開する他、インターネット通販を扱うオンラインショップを展開している。

### 京都
- SOU・SOU 足袋
  - SOU・SOUが展開する国産地下足袋を専門に扱うショップ。
- SOU・SOU 伊勢木綿
  - 伊勢木綿素材の手ぬぐいやストールなどを専門に扱うショップ。
- SOU・SOU 着衣 kikoromo
  - 婦人向け衣料を扱うショップ。
- SOU・SOU 傾衣 kei-i
  - 紳士向け衣料を扱うショップ。
- SOU・SOU わらべぎ
  - 子供服を扱うショップ。
- SOU・SOU 布袋
  - 風呂敷やバッグ等を扱うショップ。
- SOU・SOU 染めおり
  - 生地の量り売り、家具などを取り扱うショップ。
- SOU・SOU le coq sportif
  - le coq sportifとのコラボレーション商品を扱うショップ。
- SOU・SOU Yousou.
  - SOU・SOUが提案する洋服を扱うショップ。
- SOU・SOU おくりもの
  - 小物、菓子などを扱うショップ。

閉店、または休業の店舗
- SOU・SOU しつらい（閉店）
  - かつて着衣2階にあり、生地の販売とオーダー家具の販売、さらに喫茶スペースが用意されていた。染めおり開店により閉店。
- SOU・SOU 在釜 zaifu（休業）
  - 本社ビル地下にある喫茶スペース。月替りの和菓子などを提供。2016年より休業が続いており、実質閉店の状態である。
- SOU・SOU 東京店（閉店）
  - 東京初進出の店舗。場所はお台場「ヴィーナスフォート」内にあった。2013年、青山店開店により統合閉店。
- SOU・SOU 選sen青山（閉店）
  - 選りすぐりのアイテムを販売する自社セレクトショップ。場所は南青山「FROM 1st」内にあった。2013年、青山店開店により統合閉店。

### 東京
- SOU・SOU KYOTO 青山店
  - 2013年3月4日にオープン。le coq sportifとのコラボレーション商品・一部家具などを除くほぼ全ての商品を扱う複合ショップ。le coq sportifとのコラボレーション商品等の通常取り扱っていない商品は取り寄せが可能。
  - なお、東京店舗にもかかわらず「KYOTO」と名付けられているのは「SOU・SOUが東京の会社だと思ってる人が意外と多いから」で、「九州ラーメン」や「BURBERRY LONDON」等に代表されるように分かりやすく地名がついたものにするためであり、また「青山店」は「あおやまてん」ではなく「あおやまみせ」とされており、運営会社 若林株式会社の代表・若林剛之は自身のブログで「呉服業界風に」とその理由を語っている。
- SOU・SOU Yousou.
  - 2021年8月28日にオープン。SOU・SOUが提案する洋服を扱うショップ。京都にあるYousouと基本的に同じラインナップである。

### 海外
- SOU・SOU San Francisco Store
  - サンフランシスコの日本に関するアート作品等を扱う「NEW PEOPLE」内に展開するショップ。
  - サンフランシスコ店はNEW PEOPLE管轄であるため、直営店ではなくフランチャイズ（FC）契約である。

## 参加デザイナーなど
- 脇阪克二（テキスタイルデザイナー）
- 辻村久信（建築家）
- 若林剛之（ディレクター）
- 木村英輝（画家）
- もりたもとこ（和装）
- 木村宗慎（茶人）

## 関連書籍
- SOU・SOU (e-MOOK 宝島社ブランドムック)
- 伝統の続きをデザインする: SOU・SOUの仕事 (学芸出版社)
- 脇阪克二のデザイン ―マリメッコ、SOU・SOU、妻へ宛てた一万枚のアイデア (パイインターナショナル)